# Calendrier des saints (Église épiscopalienne des États-Unis)
Pour les articles homonymes, voir Calendrier des saints (homonymie).
Le calendrier des saints de l'Église épiscopalienne des États-Unis est le calendrier des saints suivi par l'Église épiscopalienne des États-Unis. La vénération des saints dans l'Église épiscopalienne des États-Unis s'inscrit dans la continuité des pratiques de l'Église des premiers siècles. Le terme de « saint » est utilisé dans un sens similaire à celui qu'il a dans les traditions catholique et orthodoxe, même si les églises anglicanes mettent l'accent sur l'exemplarité de la vie des saints et ne pratiquent pas la prière d'intercession envers les saints. L'Église épiscopalienne des Philippines s'inspire largement de ce calendrier. 
De nombreux 'saints' sont communs aux calendriers épiscopalien et catholique, y comprises des personnalités des temps modernes, mais pas nécessairement à la même date. 

## Janvier
- 1 - Fête du Saint-Nom de Jésus (The Holy Name of Our Lord Jesus Christ)
- 2 - Vedanayagam Samuel Azariah, premier évêque anglican indien (1874 - 1945)
- 3 - William Passavant, pasteur luthérien américain, qui a fait venir aux États-Unis les premières diaconesses (1821 - 1894)
- 4 - Elizabeth Seton, religieuse catholique, fondatrice des Sœurs de la charité de Saint Joseph (1774 - 1821)
- 6 - Épiphanie
- 8 - Harriet Bedell, diaconesse de l'Église épiscopalienne, missionnaire dans l'Oklahoma, en Alaska et en Floride (1875 - 1969)
- 9 - Julia Chester Emery, secrétaire nationale du bureau des missions de l'Église épiscopalienne pendant quarante ans (1852 - 1922)
- 10 - William Laud, archevêque de Canterbury (1573 - 1645)
- 12 - Aelred de Rievaulx, moine cistercien, auteur d'ouvrages de spiritualité, abbé de Rievaulx de 1147 à sa mort (1110 - 1166/7)
- 13 - Hilaire de Poitiers, évêque de Poitiers et docteur de l'Église (v. 315 - 367)
- 15 - date alternative pour la fête de Martin Luther King (fêté le plus souvent le 4 avril)
- 16 - Richard Meux Benson, prêtre anglican, fondateur de la société de saint Jean l'Évangéliste (en) (1824 - 1915)
- 17 - Antoine le Grand,  fondateur de l'érémitisme chrétien (v. 251 - v. 356)
- 18 - Confession de saint Pierre
- 19 - Wulfstan, évêque de Worcester (v. 1008 - 1095)
- 20 - Fabien, évêque de Rome et martyr (v. 200 - 250)
- 21 - Agnès de Rome, martyre (v. 290 - 303)
- 22 - Vincent de Saragosse, diacre et martyr (IIIe siècle - 304)
- 23 - Phillips Brooks, évêque du Massachusetts (Église épiscopalienne) (1860 - 1893)
- 24 - Ordination de Florence Li Tim-Oi, première femme prêtre de la Communion anglicane, 1944
- 25 - Conversion de saint Paul (Ier siècle)
- 26 - Timothée, Tite et Silas, compagnons de saint Paul
- 27 - Lydie, Dorcas et Phœbé, témoins de la foi, femmes mentionnées dans les Actes des Apôtres et les épîtres de saint Paul (Ier siècle)
- 28 - Thomas d'Aquin, religieux dominicain, théologien (1224/5 - 1274)
- 29 - Andreï Roublev, moine et peintre d'icônes russe (v. 1360-1370 - entre 1427 et 1430)
- 30 - Charles Ier, roi d'Angleterre et martyr (1600 - 1649)
- 31 - Jean Bosco, prêtre catholique et éducateur, fondateur de la Société de Saint François de Sales (1815 - 1888) et Sam Shoemaker, prêtre de l'Église épiscopalienne (1893 - 1963)

## Février
- 1 - Brigitte d'Irlande, fondatrice du monastère de Kildare (vers 453 - vers 524)
- 2 - Fête de la Présentation de Jésus au Temple
- 3 - Anschaire de Brême, évêque (801 - 865)
- 4 - Manche Masemola, martyre (1913 - 1928)
- 4 - Corneille, centurion, premier non-juif converti au christianisme dans les Actes des Apôtres (Ier siècle)
- 5 - Agathe de Catane, martyre (morte en 251)
- 5 - Vingt-six martyrs du Japon (morts en 1597)
- 8 - Joséphine Bakhita, religieuse (1869 - 1947)
- 10 - Scholastique de Nursie, moniale (v. 480 - 547)
- 11 - Théodora, impératrice (v. 815 - 867)
- 13 - Absalom Jones, premier prêtre noir de l'Église épiscopalienne des États-Unis et militant anti-esclavagiste (1746 - 1818)
- 18 - Martin Luther, réformateur (1483 - 1586)
- 21 - John Henry Newman, prêtre et théologien anglican reçu dans l'Église catholique (1801 - 1890)
- 22 - Eric Liddell, missionnaire (London Missionary Society) en Chine (1902 - 1945)
- 23 - Polycarpe, premier évêque de Smyrne (69 ou 89 - v. 155)

## Mars
- 9 - Grégoire de Nysse, évêque et théologien (vers 335 - vers 395)
- 12 - Grégoire le Grand, évêque de Rome
- 17 - Patrick, évêque, évangélisateur de l'Irlande (Ve siècle)
- 18 - Cyrille, évêque de Jérusalem (v. 313 - 386)
- 23 - Grégoire Ier l'Illuminateur, patriarche, évangélisateur de l'Arménie (v. 257 - v. 331)
- 25 - Oscar Romero, archevêque de San Salvador (1917 - 1980)
- 30 - Innocent de Moscou, premier évêque orthodoxe d'Amérique, évangélisateur de l'Extrême-Orient russe et de l'Alaska (1797 - 1879)
- 31 - John Donne, poète et prêtre anglican (1573 - 1631)

## Avril
- 1 - Frederick Denison Maurice, théologien, pionnier du socialisme chrétien (1805 - 1872)
- 2 - James Lloyd Breck, prêtre, éducateur et missionnaire (1818 - 1876)
- 3 - Richard de Chichester, évêque (1197 - 1253) et Marie l'Égyptienne (Ve siècle)
- 4 - Martin Luther King, pasteur et activiste (1929 - 1968)
- 5 - Harriet Starr Cannon, religieuse (1823 - 1896)
- 6 - Tikhon de Moscou, patriarche orthodoxe (1865 - 1925)
- 8 - William Augustus Muhlenberg, prêtre (1796 - 1877)
- 9 - Dietrich Bonhoeffer, théologien et martyr (1906 - 1945)
- 10 - William Law, prêtre et écrivain (1686 - 1761)
- 11 - George Augustus Selwyn, évêque (1809 - 1878)
- 14 - Zenaida et Philonella de Tarse (fin du Ier siècle, Hermione d'Éphèse (début du IIe siècle), martyres et médecins
- 15 - le Père Damien, prêtre catholique, missionnaire auprès des lépreux de Molokai (1840 - 1889) et Marianne Cope, religieuse également active à Molokai (1838 - 1918)
- 16 - Peter et Anna Cassey, premier pasteur afro-américain de l'Église épiscopalienne, et son épouse (morts respectivement en 1917 et 1875)
- 17 - Kateri Tekakwitha, femme Mohawk convertie au christianisme (1656 - 1680)
- 18 - Juana Inés de la Cruz, religieuse (1651 - 1695)
- 21 - Anselme de Canterbury, archevêque et théologien (vers 1033 - 1109)
- 22 - John Muir, écrivain et militant en faveur de la protection de la nature (1838 - 1914) et Hudson Stuck, prêtre et alpiniste (1863 - 1920)
- 25 - Marc, évangéliste (Ier siècle)
- 29 - Catherine de Sienne, tertiaire dominicaine, mystique et docteur de l'Église (1347 - 1380)

## Mai
- 8 - Julienne de Norwich, mystique anglaise (v. 1342 - 1416)
- 9 - Grégoire de Nazianze, archevêque de Constantinople et docteur de l'Église (v. 329 - 390)
- 20 - Alcuin, abbé de Saint-Martin de Tours et théologien (v. 730 - 804)
- 21 - John Eliot, missionnaire puritain évangélisateur des Amérindiens (1604 - 1690)
- 23 - Nicolas Copernic (1473 - 1453) et Johannes Kepler (1571 - 1630), astronomes
- 25 - Bède le Vénérable, moine bénédictin et écrivain (672 ou 673 - 735)
- 28 - Jean Calvin, théologien et réformateur (1509 - 1564)
- 30 - Jeanne d'Arc, mystique et soldat (1412 - 1431)

## Juin
- 2 - Martyrs de Lyon (177)
- 3 - Martyrs de l'Ouganda (1886)
- 13 - Gilbert Keith Chesterton, écrivain, apologiste (1874 - 1936)
- 15 - Evelyn Underhill, théologienne et pacifiste (1875 - 1941)
- 28 - Irénée de Lyon, évêque de Lyon, théologien (v. 130 - 202)
- 29 - Pierre et Paul, apôtres (Ier siècle)

## Juillet
- 11 - Benoît de Nursie, auteur de la Règle monastique et fondateur de l'ordre bénédictin (v. 480 - 543 ou 547)
- 12 - Nathan Söderblom, archevêque d'Uppsala, pionnier de l’œcuménisme (1866 - 1931)
- 13 - Conrad Weiser, pionnier et interprète en Pennsylvanie (1696 - 1760)
- 16 - Les Justes parmi les nations (XXe siècle)
- 18 - Bartolomé de Las Casas, missionnaire en Amérique (vers 1484 - 1566)
- 24 - Thomas a Kempis, auteur de L'Imitation de Jésus-Christ (v. 1380 - v. 1471)
- 28 - Jean-Sébastien Bach (1685 - 1750), Georg Friedrich Haendel (1685 - 1759) et Henry Purcell (1659 - 1695), compositeurs
- 31 - Ignace de Loyola, prêtre catholique, fondateur de la Compagnie de Jésus, (1491 - 1566)

## Août
- 8 - Dominique de Guzmán, fondateur de l'ordre dominicain (1170 - 1221)
- 11 - Claire d'Assise, fondatrice de l'ordre des clarisses (1194 - 1253)
- 20 - Bernard de Clairvaux, abbé cistercien, théologien, docteur de l'Église (1090 - 1153)
- 25 - Louis, roi de France (1214 - 1270), et aux Philippines, Charles Brent, premier évêque épiscopalien missionnaire aux Philippines (1861 - 1929)
- 28 - Augustin d'Hippone, évêque et théologien (354 - 430) et Moïse l'Éthiopien, prêtre et moine (330 - 405)
- 29 - John Bunyan, prédicateur et écrivain puritain (1628 - 1688)

## Septembre
- 8 - Nativité de Marie, Søren Kierkegaard, philosophe et théologien (1813 - 1855), Nikolai Frederik Severin Grundtvig, pasteur danois, auteur de nombreux hymnes (1783 - 1872)
- 13 - Jean Chrysostome, archevêque de Constantinople et théologien (vers 349 - 407)
- 17 - Hildegarde de Bingen, abbesse, philosophe et mystique (1098 - 1179)
- 19 - Théodore de Canterbury, archevêque de Canterbury (602 - 690)
- 30 - Jérôme de Stridon, moine, traducteur de la Bible et docteur de l'Église (v. 347 - 420)

## Octobre
- 3 - George Bell, évêque (1883 - 1958)
- 3 - John Mott, missionnaire méthodiste (1865 - 1955)
- 4 - François d'Assise, fondateur de l'ordre franciscain (1181/2 - 1226)
- 12 - Edith Cavell, infirmière (1865 - 1915)
- 14 - Samuel Isaac Joseph Schereschewsky, évêque anglican de Shanghai (1831 - 1906)
- 15 - Thérèse d'Avila, religieuse, mystique, réformatrice de l'Ordre du Carmel (1515 - 1583)
- 17 - Ignace d'Antioche, évêque et martyr (vers 35 - vers 108)

## Novembre
- 10 - Léon le Grand, évêque de Rome (vers 400 - 461)
- 11 - Martin de Tours, évêque (316 ou 336 - 397)
- 16 - Marguerite d'Écosse, reine (1069/1070 - 1093)
- 19 - Élisabeth de Hongrie, reine, tertiaire franciscaine (1207 - 1231)*
- 21 - William Byrd (1539/1540 ou 1543 - 1623), John Merbecke (v. 1510 - v. 1585) et Thomas Tallis (v. 1505 - 1585), compositeurs
- 22 - Clive Staples Lewis, écrivain, apologiste (1898 - 1963)

## Décembre
- 1 - Charles de Foucauld, moine et martyr (1858 - 1916)
- 2 - Channing Moore Williams, missionnaire épiscopalien en Chine et au Japon (1829 - 1910)
- 10 - Karl Barth, théologien (1886 - 1968) et Thomas Merton, moine trappiste et auteur spirituel (1915 - 1968)
- 13 - Lucie de Syracuse, martyre (v. 283 - 303, 304 ou 310)
- 14 - Jean de la Croix, mystique et réformateur d'ordre religieux (1542 - 1591)
- 15 - Nino de Géorgie, évangélisatrice de la Géorgie (vers 296 - vers 338 ou 340)
- 17 - Dorothy L. Sayers, femme de lettres (1893 - 1957)
- 20 - Catherine de Bore, réformatrice, épouse de Martin Luther (1499 - 1552)
- 21 - Thomas, apôtre (Ier siècle)
- 25 - Nativité du Christ
- 26 - Étienne (martyr)
- 27 - Jean (apôtre)
- 28 - Saint Innocents
- 29 - Thomas Becket, archevêque de Canterbury (XIIe siècle)
- 31 - Samuel Ajayi Crowther, premier évêque anglican du Nigéria (v. 1809 - 1891)